# Spania la Concursul Muzical Eurovision
Spania a debutat la Concursul Muzical Eurovision în 1961, terminând pe locul 9. Începând cu 1999, Spania este una dintre țările „Big Five” și, ca urmare, participă automat în finală, fiind unul dintre cei mai mari sponsori financiari ai concursului. Spania a câștigat de două ori concursul: în anul 1968 cu melodia „La, la, la” interpretată de Massiel și în 1969 cu „Vivo cantando”, alături de alte trei țări participante, Olanda, Regatul Unit și Franța, toate clasându-se pe prima poziție cu 18 puncte. 
Spania a participat an de an începând cu 1961, o altă țară care nu a lipsit de la vreo ediție fiind Regatul Unit (începând cu 1959). Cel mai bun rezultat al Spaniei în secolul 21 este un loc 6 ocupat în 2001 de David Civera cu piesa "Dile que la quiera".
Cu ocazia aniversării a 50 de ani de concurs, Spania a fost reprezentată în cadrul acelei ediții speciale, Congratulations, de către Mocedades cu piesa „Eres tú”, care s-a clasat pe 2 în 1973 în Luxemburg.

## Participări

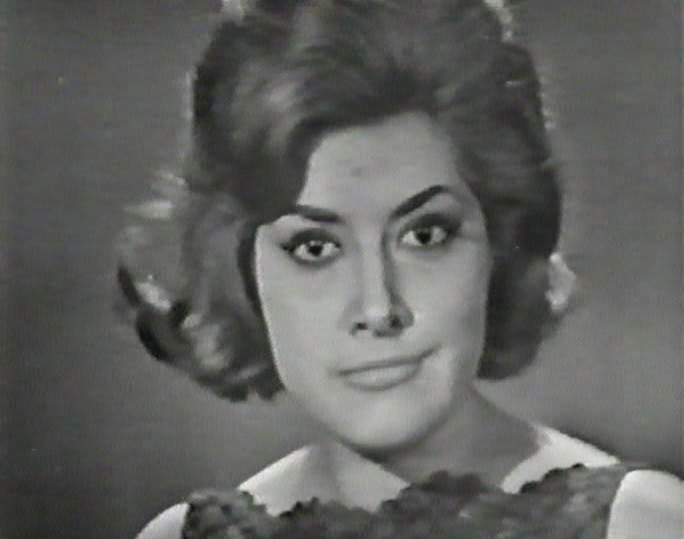
Conchita Bautista la Napoli (1965)

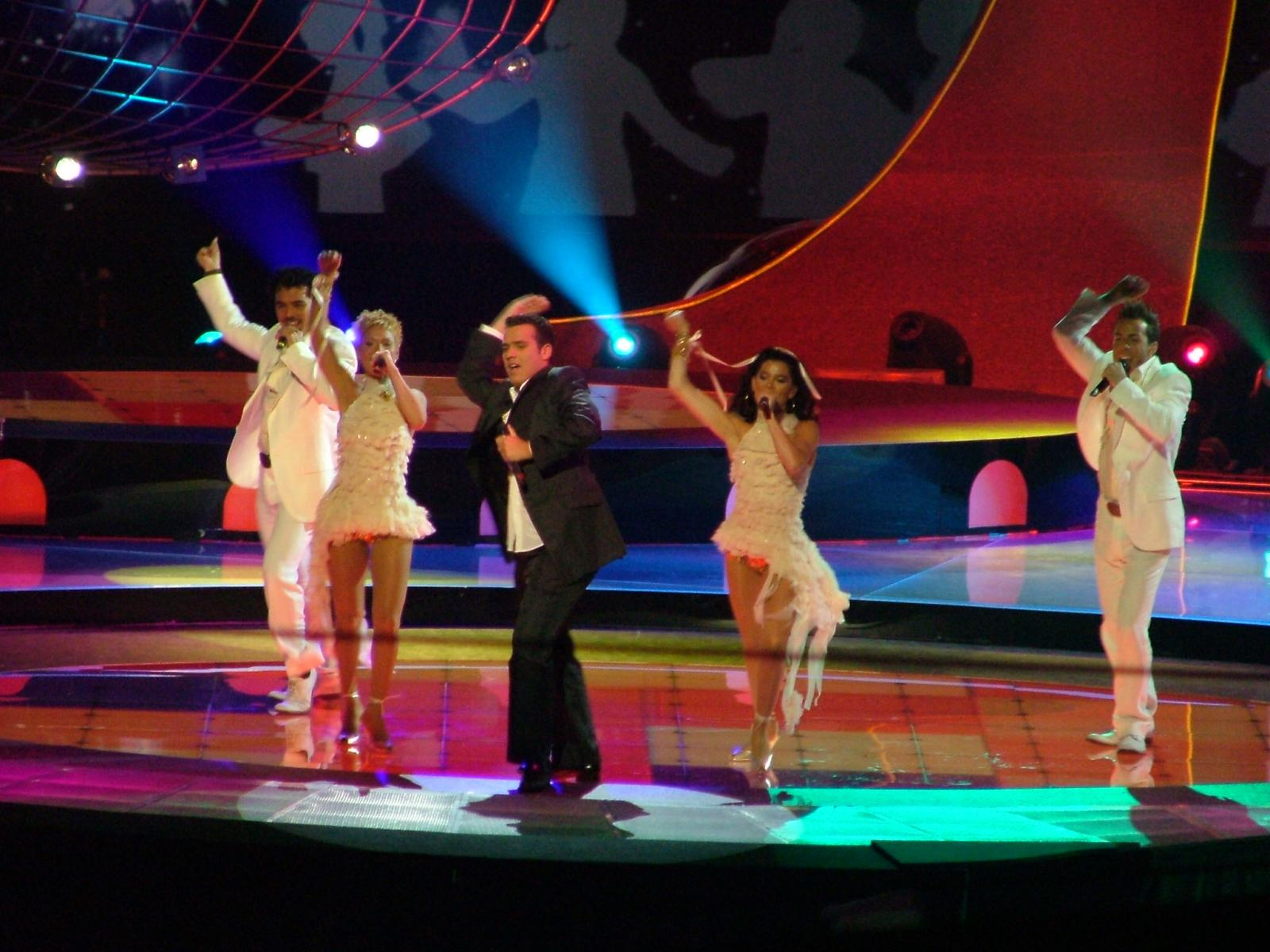
Ramón în Istanbul (2004)

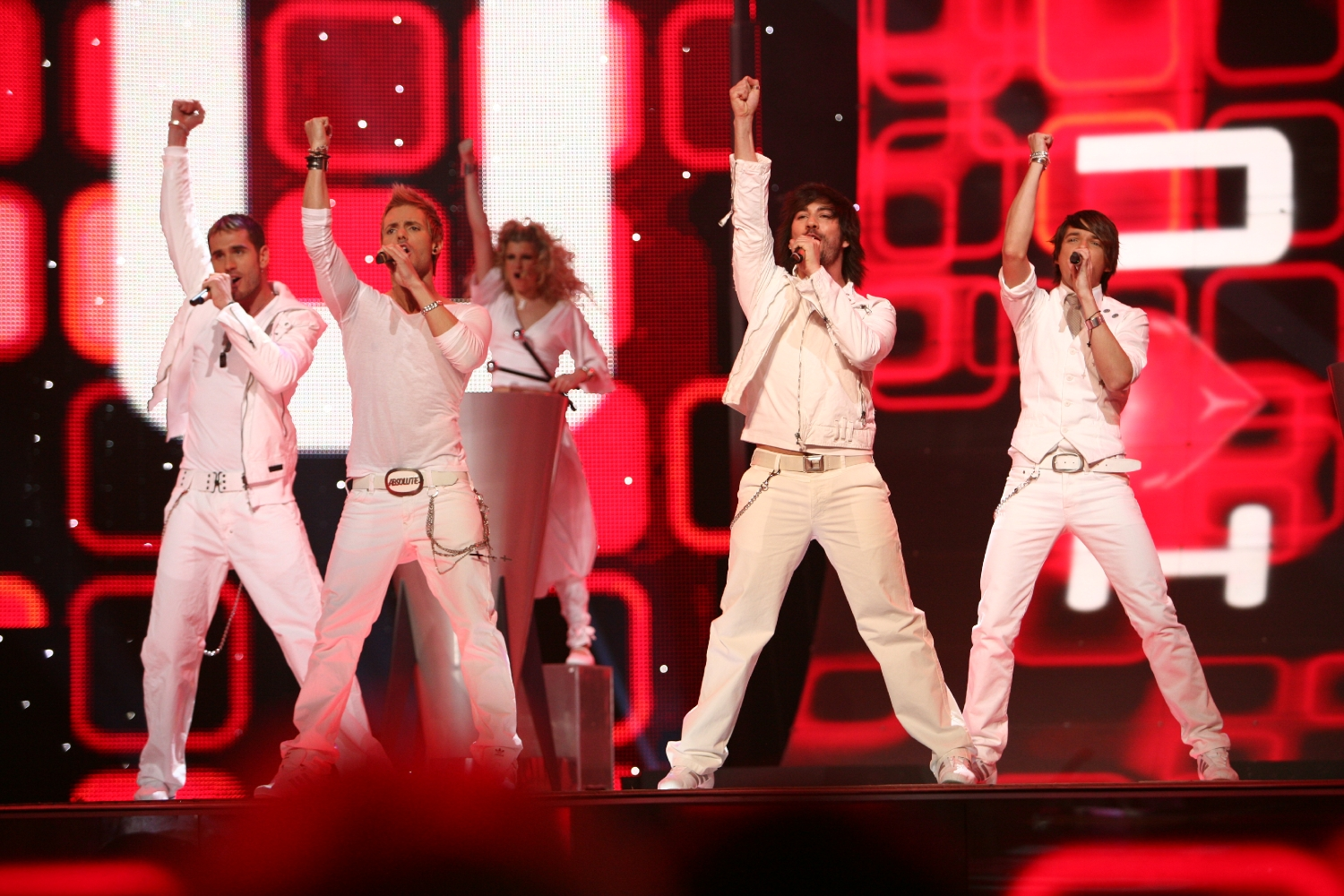
D'NASH în Helsinki (2007)

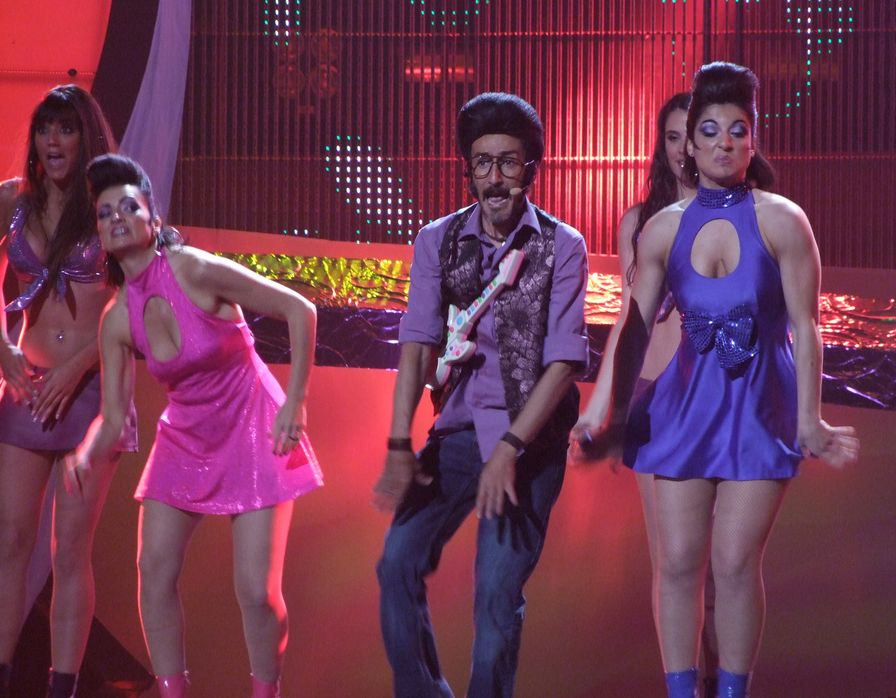
Rodolfo Chikilicuatre în Belgrad (2008)

| An   | Gazdă      | Artist                | Cântec                                   | Finală | Puncte |
| ---- | ---------- | --------------------- | ---------------------------------------- | ------ | ------ |
| 1961 | Cannes     | Conchita Bautista     | „Estando contigo”                        | 9      | 8      |
| 1962 | Luxemburg  | Víctor Balaguer       | „Llámame”                                | 13     | 0      |
| 1963 | Londra     | José Guardiola        | „Algo prodigioso”                        | 12     | 2      |
| 1964 | Copenhaga  | Los TNT               | „Caracola”                               | 12     | 1      |
| 1965 | Napoli     | Conchita Bautista     | „Qué bueno, qué bueno”                   | 15     | 0      |
| 1966 | Luxemburg  | Raphael               | „Yo soy aquél”                           | 7      | 9      |
| 1967 | Viena      | Raphael               | „Hablemos del amor”                      | 6      | 9      |
| 1968 | Londra     | Massiel               | „La, la, la”                             | 1      | 29     |
| 1969 | Madrid     | Salomé                | „Vivo cantando”                          | 1      | 18     |
| 1970 | Amsterdam  | Julio Iglesias        | „Gwendolyne”                             | 4      | 8      |
| 1971 | Dublin     | Karina                | „En un mundo nuevo”                      | 2      | 116    |
| 1972 | Edinburgh  | Jaime Morey           | „Amanece”                                | 10     | 83     |
| 1973 | Luxemburg  | Mocedades             | „Eres tú”                                | 2      | 125    |
| 1974 | Brighton   | Peret                 | „Canta y sé feliz”                       | 9      | 10     |
| 1975 | Stockholm  | Sergio y Estíbaliz    | „Tú volverás”                            | 10     | 53     |
| 1976 | Haga       | Braulio               | „Sobran las palabras”                    | 16     | 11     |
| 1977 | Londra     | Micky                 | „Enséñame a cantar”                      | 9      | 52     |
| 1978 | Paris      | José Vélez            | „Bailemos un vals”                       | 9      | 65     |
| 1979 | Ierusalim  | Betty Misiego         | „Su canción”                             | 2      | 116    |
| 1980 | Haga       | Trigo limpio          | „Quédate esta noche”                     | 12     | 38     |
| 1981 | Dublin     | Bacchelli             | „Y solo tú”                              | 14     | 38     |
| 1982 | Harrogate  | Lucía                 | „Él”                                     | 10     | 52     |
| 1983 | München    | Remedios Amaya        | „¿Quién maneja mi barca?”                | 20     | 0      |
| 1984 | Luxemburg  | Bravo                 | „Lady, lady”                             | 3      | 106    |
| 1985 | Göteborg   | Paloma San Basilio    | „La fiesta terminó”                      | 14     | 36     |
| 1986 | Bergen     | Cadillac              | „Valentino”                              | 10     | 51     |
| 1987 | Bruxelles  | Patricia Kraus        | „No estás solo”                          | 19     | 10     |
| 1988 | Dublin     | La Década Prodigiosa  | „La chica que yo quiero (made in Spain)” | 11     | 58     |
| 1989 | Lausanne   | Nina                  | „Nacida para amar”                       | 6      | 88     |
| 1990 | Zagreb     | Azúcar Moreno         | „Bandido”                                | 5      | 96     |
| 1991 | Roma       | Sergio Dalma          | „Bailar pegados”                         | 4      | 119    |
| 1992 | Malmö      | Serafín Zubiri        | „Todo esto es la música”                 | 14     | 37     |
| 1993 | Millstreet | Eva Santamaría        | „Hombres”                                | 11     | 58     |
| 1994 | Dublin     | Alejandro Abad        | „Ella no es ella”                        | 18     | 17     |
| 1995 | Dublin     | Anabel Conde          | „Vuelve conmigo”                         | 2      | 119    |
| 1996 | Oslo       | Antonio Carbonell     | „¡Ay, qué deseo!”                        | 20     | 17     |
| 1997 | Dublin     | Marcos Llunas         | „Sin rencor”                             | 6      | 96     |
| 1998 | Birmingham | Mikel Herzog          | „¿Qué voy a hacer sin ti?”               | 16     | 21     |
| 1999 | Ierusalim  | Lydia                 | „No quiero escuchar”                     | 23     | 1      |
| 2000 | Stockholm  | Serafín Zubiri        | „Colgando de un sueño”                   | 18     | 18     |
| 2001 | Copenhaga  | David Civera          | „Dile que la quiero”                     | 6      | 76     |
| 2002 | Tallinn    | Rosa López            | „Europe's living a celebration”          | 7      | 81     |
| 2003 | Riga       | Beth                  | „Dime”                                   | 8      | 81     |
| 2004 | Istanbul   | Ramón                 | „Para llenarme de ti”                    | 10     | 87     |
| 2005 | Kiev       | Son de Sol            | „Brujería”                               | 21     | 28     |
| 2006 | Atena      | Las Ketchup           | „Bloody Mary”                            | 21     | 18     |
| 2007 | Helsinki   | D'Nash                | „I love you mi vida”                     | 20     | 43     |
| 2008 | Belgrad    | Rodolfo Chikilicuatre | „Baila el Chiki-chiki”                   | 17     | 55     |
| 2009 | Moscova    | Soraya Arnelas        | „La noche es para mí”                    | 23     | 23     |
| 2010 | Oslo       | Daniel Diges          | „Algo pequeñito”                         | 15     | 68     |
| 2011 | Düsseldorf | Lucía Pérez           | „Que me quiten lo bailao”                | 23     | 50     |
| 2012 | Baku       | Pastora Soler         | „Quedate conmigo”                        | 10     | 97     |
| 2013 | Malmö      | ESDM                  | „Contigo hasta el final”                 | 25     | 8      |
| 2014 | Copenhaga  | Ruth Lorenzo          | „Dancing in the rain”                    | 10     | 74     |
| 2015 | Viena      | Edurne                | "Amanecer"                               | 21     | 15     |
| 2016 | Stockholm  | Barei                 | "Say Yay!!"                              | 22     | 77     |
| 2017 | Kiev       | Manel Navarro         | "Do It For Your Lover"                   | 26     | 5      |
| 2018 | Lisabona   | Amaia & Alfred        | "Tu canción"                             | 23     | 61     |
| 2019 | Tel Aviv   | Miki                  | "La venda"                               | 22     | 54     |
| 2020 | Rotterdam  | Blas Cantó            | "Universo"                               | Anulat | Anulat |
| 2021 | Rotterdam  | Blas Cantó            | "Voy a quedarme"                         | 24     | 6      |
| 2022 | Torino     | Chanel                | "SloMo"                                  | 3      | 459    |
| 2023 | Liverpool  | Blanca Paloma         | "Eaea"                                   | 17     | 100    |
| 2024 | Malmö      | Nebulossa             | "Zorra"                                  | 22     | 30     |
| 2025 | Basel      | Melody                | "Esa Diva"                               | 24     | 37     |

## Gazdă
| An   | Oraș   | Amplasament | Prezentator      |
| ---- | ------ | ----------- | ---------------- |
| 1969 | Madrid | Teatro Real | Laura Valenzuela |